# Vaccinium grandibracteatum
Vaccinium grandibracteatum är en ljungväxtart som beskrevs av Schlechter. Vaccinium grandibracteatum ingår i Blåbärssläktet, och familjen ljungväxter. Inga underarter finns listade i Catalogue of Life.